# Salesh Chand
Salesh Chand (* 8. Oktober 1977) ist ein ehemaliger fidschianischer Fußballschiedsrichter.
Von 2008 bis 2019 stand Chand auf der Liste der FIFA-Schiedsrichter und wurde bei internationalen Fußballspielen eingesetzt, unter anderem in der OFC Champions League.
Chand war als Schiedsrichter unter anderem bei der U-20-Ozeanienmeisterschaft 2016 in Tonga und Vanuatu, bei der U-17-Ozeanienmeisterschaft 2017 in Tahiti und bei den Pazifikspielen 2019 in Samoa im Einsatz.